# Old Dominion Athletic Conference
La Old Dominion Athletic Conference (ODAC) (en español: Conferencia Atlética del Viejo Dominio) es una conferencia de la División III de la NCAA. Se trata de la segunda conferencia más grande de la división, solo superada en tamaño por la American Southwest Conference.

## Historia
La conferencia fue fundada en 1975 con el nombre de Virginia College Conference. El 1 de enero de 1976 se cambió el nombre al actual de Old Dominion Athletic Conference ("Old Dominion" era el apodo del territorio de Virginia durante el reinado de Carlos II de Inglaterra). La temporada 1982-83 se añadieron los deportes femeninos. En 1981 se incorporó la Universidad Católica, en 1988 Virginia Wesleyan, y en 1990 Guilford, que fue el primer miembro de fuera del estado de Virginia y del Distrito de Columbia. En 1999 Mary Baldwin College dejó la conferencia, y la Universidad Católica volvió como miembro asociado en fútbol americano. En 2010 se anunció la incorporación de Shenandoah University a partir de la temporada 2012-13. En 2015 se anunció la marcha del único miembro asociado en fútbol americano, la Universidad Católica, que se incorpora a la nueva liga de ese deporte en la New England Women's and Men's Athletic Conference.

## Miembros

### Miembros actuales
| Institución                       | Localización                   | Equipo           | Tipo    | Año de unión |
| --------------------------------- | ------------------------------ | ---------------- | ------- | ------------ |
| Universidad Averett               | Danville, Virginia             | Cougars          | Privada | 2022         |
| Bridgewater College               | Bridgewater, Virginia          | Eagles           | Privada | 1976         |
| Ferrum College                    | Ferrum, Virginia               | Panthers         | Privada | 2018         |
| Guilford College                  | Greensboro, Carolina del Norte | Quakers          | Privada | 1991         |
| Hampden-Sydney College            | Hampden-Sydney, Virginia       | Tigers           | Privada | 1976         |
| Universidad de Lynchburg          | Lynchburg, Virginia            | Fighting Hornets | Privada | 1976         |
| Randolph-Macon College            | Ashland, Virginia              | Yellow Jackets   | Privada | 1976         |
| Randolph College                  | Lynchburg, Virginia            | WildCats         | Privada | 1982         |
| Roanoke College                   | Salem, Virginia                | Maroons          | Privada | 1976         |
| Sweet Briar College +             | Sweet Briar, Virginia          | Vixens           | Privada | 1982         |
| Universidad de Shenandoah         | Winchester, Virginia           | Hornets          | Privada | 2012         |
| Universidad Menonita del Este     | Harrisonburg, Virginia         | Royals           | Privada | 1976         |
| Universidad Hollins +             | Roanoke, Virginia              | Hollins          | Privada | 1982         |
| Universidad Washington y Lee      | Lexington, Virginia            | Generals         | Privada | 1976         |
| Universidad Wesleyana de Virginia | Virginia Beach, Virginia       | Marlins          | Privada | 1989         |

Notas

+ Universidades exclusivamente para mujeres por lo tanto no compiten en deportes para hombres

/ Universidad exclusivamente para hombres por lo tanto no compite en deportes para mujeres

### Miembros Asociados
| Institución        | Localización                   | Equipo | Tipo    | Año de Unión | Deporte           | Conferencia Primaria          |
| ------------------ | ------------------------------ | ------ | ------- | ------------ | ----------------- | ----------------------------- |
| Greensboro College | Greensboro, Carolina del Norte | Pride  | Privada | 2011         | Natación femenina | USA South Athletic Conference |

### Antiguos miembros
| Institución                     | Localización         | Equipo             | Tipo    | Año de unión | Año de salida | Conferencia actual                  |
| ------------------------------- | -------------------- | ------------------ | ------- | ------------ | ------------- | ----------------------------------- |
| Universidad Católica de América | Washington D. C.     | Cardinals          | Privada | 1982         | 1984          | Landmark Conference                 |
| Emory & Henry College           | Emory, Virginia      | Wasps              | Privada | 1976         | 2021          | South Atlantic Conference (Div. II) |
| Maryville College               | Maryville, Tennessee | Scots              | Privada | 1980         | 1988          | Collegiate Conference of the South  |
| Universidad Mary Baldwin        | Staunton, Virginia   | Fighting Squirrels | Privada | 1984         | 1992          | USA South Athletic Conference       |

### Antiguos Miembros Asociados
| Institución                           | Localización          | Equipo    | Tipo    | Año de unión | Año de salida | Deporte           | Conferencia actual (en el Antiguo Deporte ODAC)   |
| ------------------------------------- | --------------------- | --------- | ------- | ------------ | ------------- | ----------------- | ------------------------------------------------- |
| Universidad Católica de América       | Washington D. C.      | Cardinals | Privada | 1999         | 2017          | Fútbol americano  | New England Women's and Men's Athletic Conference |
| Universidad de Notre Dame de Maryland | Baltimore, Maryland   | Gators    | Privada | 2011         | 2016          | Natación femenina | Ninguno (deporte descontinuado)                   |
| Universidad de Virginia Meridional    | Buena Vista, Virginia | Knights   | Privada | 2019         | 2021          | Fútbol americano  | USA South Athletic Conference                     |

## Deportes
Los deportes practicados en esta conferencia son: 
| Categoría masculina - Atletismo al aire libre - Atletismo cubierta - Baloncesto - Béisbol - Campo a través - Fútbol - Fútbol americano - Golf - Lacrosse - Natación y saltos - Tenis |  | Categoría femenina - Atletismo al aire libre - Atletismo cubierta - Baloncesto - Campo a través - Equitación - Fútbol - Golf - Hockey sobre césped - Lacrosse - Natación y saltos - Sóftbol - Tenis - Voleibol |

## Títulos
Campeones de la conferencia en los diferentes deportes
En fútbol americano el campeón se decide por los resultados obtenidos en los enfrentamientos entre equipos de la conferencia durante la temporada regular. Debido a este sistema de cómputo hay temporadas en las que existen empates múltiples por el título.
| Temporada | Campeón/Co-campeones                              |
| 1976      | Randolph-Macon                                    |
| 1977      | Hampden-Sydney                                    |
| 1978      | Randolph-Macon                                    |
| 1979      | Randolph-Macon                                    |
| 1980      | Bridgewater                                       |
| 1981      | Washington y Lee                                  |
| 1982      | Hampden-Sydney                                    |
| 1983      | Hampden-Sydney                                    |
| 1984      | Randolph-Macon                                    |
| 1985      | Randolph-Macon / Washington y Lee / Emory & Henry |
| 1986      | Emory & Henry                                     |
| 1987      | Hampden-Sydney                                    |
| 1988      | Emory & Henry                                     |
| 1989      | Randolph-Macon                                    |
| 1990      | Emory & Henry                                     |
| 1991      | Guilford                                          |
| 1992      | Emory & Henry                                     |
| 1993      | Randolph-Macon                                    |
| 1994      | Emory & Henry                                     |
| 1995      | Emory & Henry                                     |
| 1996      | Emory & Henry                                     |
| 1997      | Emory & Henry / Guilford / Randolph-Macon         |
| 1998      | Emory & Henry                                     |
| 1999      | U. Católica                                       |
| 2000      | Emory & Henry                                     |
| 2001      | Bridgewater                                       |
| 2002      | Bridgewater                                       |
| 2003      | Bridgewater                                       |
| 2004      | Bridgewater                                       |
| 2005      | Bridgewater                                       |
| 2006      | Washington y Lee                                  |
| 2007      | Hampden-Sydney                                    |
| 2008      | Randolph-Macon                                    |
| 2009      | Hampden-Sydney                                    |
| 2010      | Washington y Lee                                  |
| 2011      | Hampden-Sydney                                    |
| 2012      | Washington y Lee                                  |
| 2013      | Hampden-Sydney                                    |
| 2014      | Hampden-Sydney                                    |